# Gej
Gej (ponekad i izvorno engleska transkripcija gay) je seksualni identitet homoseksualnih osoba, uglavnom homoseksualnih muškaraca. Dolazi od engleske riječi gay, što znači „veseo”. Gej kao termin prvi put se pojavljuje nakon Stonewall demonstracija iz 1969. Te godine osnovana je cijela nova generacija organizacija, identificirajući se riječju "gej", što je osim seksualne orijentacije značilo i radikalno novu osnovu samoidentifikacije u smislu otvorenog političkog aktivizma.  
Seksualni identitet proizlazi iz seksualnosti. Podrazumijeva vlastitu kreaciju, opisivanje ili prihvaćanje raznih identiteta koji su dio kao takvi važan segment cjelokupnog psihološkog i društvenog života čovjeka. U kreiranju ili prihvaćanju seksualnih identiteta osoba se poziva na pravo na samodefiniranje - pravo osobe da sama definira svoj identitet (svoje identitete) i sebe kao osobu, te pravo na samoidentifikaciju — pravo osobe da sama identificira svoj identitet te da se ne identificira.
Krovni termin za identitete koji proizlaze iz spola i roda jest LGBTIQ. Ova kratica je složena od sljedećih riječi: Lezbijke, Gejevi, Biseksualne, Transrodne, Interseksualne i Queer osobe.

## Iskorak
Iskorak (coming out) je proces prihvaćanja svoje seksualne orijentacije, rodnog i seksualnog identiteta, njegovo spoznavanje, istraživanje i dijeljenje s drugim osobama. Potvrđeno je da je proces razvoja identiteta LGBTIQ osoba, nazvan iskorak, snažno povezan sa psihološkom prilagodbom - što je pozitivniji lezbijski, gej i biseksualni, transrodni, interseks i/ili queer identitet, bolje je mentalno zdravlje osobe i više samopoštovanje. Pri iskoraku (coming out-u) odnosi se produbljuju s ljudima oko sebe i stvara se iskrenost prijateljstava.

## Gej aktivizam
Gej aktivizam i studiji vežu se na liberalizam, za razliku od lezbijskog i queer koji se vežu na feminizam. To se posebice može vidjeti i na programu i aktivnostima gej aktivističkih grupa, konceptima i rješenjima koje se predlažu. Sloboda na seksualnu orijentaciju, sloboda "izbora", sloboda uređenja privatnog su temelji na kojima počiva gej aktivizam. Svi su različiti, svi su jednaki. Lezbijski i queer aktivizam ne vjeruju u "privatno", unatoč svim postojećim razlikama, već samo "političko".
Te razlike, relativno kompromisnog, srednjostujaškog gej aktivizma, koji za razliku od queera i feminizma vjeruje u evoluciju patrijarhata (postpatrijarhat), a ne njegovu dekonstrukciju, ponekada su toliko nepremostive da često dolazi do sukoba i razilaženja. Gej aktivizam također inzistira na socijalnom uključenju u društvo, ili pak stvaranje vlastite inačice, što je na koncu blisko i lezbijskom viđenju, a queer smatra da je u tom trenutko nemoguće i ne prepisati i rodnu neravnpravnost i rodne odnose moći. Gej aktivizam takva stajališta često smatra pretjeranim i utopističkim.
Unatoč svim razlikama, nekim čak i nepremostivim, po većini pitanja svi ovi pokreti se stapaju u većini zemalja u jedinstveni LGBTIQ aktivizam.

## Gejska kultura
- Gej ikona je javna osoba s velikim brojem obožavatelja unutar gej i lezbijske zajednice. Također, gej ikona je i svaka javna osoba koja otvoreno i javno podržava pitanja LGBTIQ zajednice i daje joj bezrezervnu podršku.

Najpoznatije hrvatske gej ikone su Radojka Šverko, Tereza Kesovija i Josipa Lisac.

## Religija i homoseksualnost
- Islam homoseksualno općenje smatra velikim grijehom. Mišljenje nekih islamskih filozofa je da su seksualne orijentacije osim heteroseksualne same po sebi iskušenje, a ne grijeh, te da musliman treba odoliti bludu. Pojedine islamske zemlje u kojima je na vlasti teokracija, propisuju vrlo oštro kažnjavanje protuprirodnog bluda.
- Katoličanstvo u Katekizmu Katoličke crkve, proglašenim 1992., govori o spolnosti u člancima 2331–2386 (objašnjenje šeste zapovijedi, "ne učini preljuba"). Homoseksualnost označava odnose između muškaraca ili žena koji osjecaju spolnu privlačnost, isključivu ili pretežitu, prema osobama istoga spola. Homoseksualne osobe pozvane su na čistoću.